# Parowozownia Osobowa Poznań Główny
Parowozownia Osobowa Poznań Główny – kompleks zabudowań dawnej parowozowni, współcześnie lokomotywowni, usytuowany przy ul. Kolejowej na Łazarzu w Poznaniu.

## Historia
Początkowo zespół parowozowni składał się z 22-stanowiskowej tzw. hali wachlarzowej z obrotnicą i warsztatami, budowanej na przełomie lat 80. i 90. XIX wieku i powstałej do 1892 roku. Obrotnica, przypuszczalnie o pierwotnej średnicy 16,2 m, została powiększona na początku XX wieku do 20 m. Na terenie przyległym do hali umieszczono m.in. zasieki węglowe (składy węgla), żurawie wodne i kanał oczystkowy do szlakowania parowozów. Twórcą projektu technicznego parowozowni był dyrektor kolejowy Vieregge z Królewskiej Dyrekcji Kolei Żelaznej we Wrocławiu.
Przed 1919 rokiem do hali wachlarzowej dobudowano skrzydło warsztatowe, następnie, przypuszczalnie w 1921 roku, powiększono je dwukrotnie, a w późniejszym czasie dobudowano do niego kompresorownię. Poza tym do 1919 roku wybudowano obok hali wachlarzowej budynek magazynowy o konstrukcji ryglowej.
W czasie II wojny światowej Dyrekcja Kolei Rzeszy Poznań (Reichsbahndirektion Posen) rozpoczęła przebudowę obiektu w ramach hitlerowskiego programu „Otto” (zastąpionego przez operację Barbarossa), mającego na celu przygotowanie infrastruktury kolejowej do przewidywanej niemieckiej agresji na Związek Sowiecki. W początkowym etapie rozbudowy (1941–1942) postawiono piętrowy budynek dyspozytorni i ciąg obrządzania parowozów z zapleczem technicznym pozwalającym na jednoczesną obsługę kilku lokomotyw parowych. Na całość składały się m.in. basen węglowy wraz z żurawiami, nawęglownica kaskadowa, kanały oczystkowo-rewizyjne, suszarnia piasku i wieża piaskowania lokomotyw. Następnie w latach 1943–1944 przystąpiono do budowy ogromnej trójnawowej lokomotywowni prostokątnej, z umieszczoną w lekko wydłużonej w stosunku do pozostałych środkowej nawie przesuwnicą, służącą do przemieszczania parowozów pomiędzy stanowiskami obsługi. Hala mogła jednocześnie pomieścić 27 jednostek. Wyposażona została w zapadnię umożliwiającą wymianę zestawów kołowych lokomotyw. Wybudowano również nową zewnętrzną obrotnicę o średnicy 22 m (istniejącą do 2009 roku) oraz rozdzielnię prądu z trafostacją i magazyn olejowy z podziemnymi zbiornikami oleju napędowego. Szczególnie wyraźny nazistowski monumentalizm widoczny jest w ogromnej hali lokomotywowni prostokątnej z układem powielonych wysokich otworów okiennych i bram.
W drugiej połowie lat 60. XX wieku obiekt przemianowano na lokomotywownię, ze względu na zmiany parku taborowego kolei w kierunku zastępowania parowozów lokomotywami spalinowymi i elektrycznymi. Po adaptacji przejęła obsługę spalinowych lokomotyw napędzanych silnikami dieslowskimi. Układ przestrzenny zespołu lokomotywowni przetrwał do czasów współczesnych praktycznie niezmieniony od lat 40. XX wieku.
Zespół lokomotywowni „Poznań Główny” pochodzący z pierwszej połowy XX wieku został wpisany 9 lipca 2015 roku do rejestru zabytków pod nr rej. 967/Wlkp/A. Składa się z lokomotywowni wachlarzowej z widlastym układem torowiska, lokomotywowni prostokątnej, obrotnicy (współcześnie istniejąca o średnicy 23 m pochodzi z 1969 roku) i torów oraz budynku dyspozytorni.